# José Maria Lobo de Ávila
José Maria Lobo de Ávila OA • ComA • MOBS • ComNSC (Lisboa, 29 de Fevereiro de 1817 — Lisboa, 7 de Agosto de 1889) foi um militar e diplomata português.

## Biografia
Era filho de Joaquim Anastácio Lobo de Ávila (? - 7 de Janeiro de 1884), Capitão e Coronel de Infantaria, que fez toda a Guerra Peninsular e foi condecorado no campo da Batalha de Albuhera, em 1811, em que os Exércitos Aliados derrotaram o General Soult, proprietário e lavrador abastado, e de sua mulher Mariana Vitória de Mendonça Pessanha Mascarenhas, irmão de Francisco de Paula de Gouveia Lobo de Ávila, Amândio José Lobo de Ávila e Joaquim Tomás Lobo de Ávila, 1.º Conde de Valbom, e tio paterno de Rodrigo de Gouveia Lobo de Ávila, Artur Eugénio Lobo de Ávila e Carlos de Orta Lobo de Ávila.
Assentou Praça no 2.º Batalhão de Artilharia, como simples voluntário, a 9 de Agosto de 1833, e tomou parte na defesa das Linhas de Lisboa, em Setembro de 1834, sendo decisiva a sua acção na tomada duma posição de Atiradores Miguelistas em frente do reduto de Atalaia, sendo mencionado por D. António da Costa na sua História do Marechal Saldanha.
Depois das lutas liberais, serviu, já como Oficial, no Ultramar, para onde seguiu em 1835, no posto de Alferes, e voltando ao Exército Metropolitano, em 1869, com o posto de Coronel. Foi promovido a General de Brigada em 1882. Em 1874 foi Governador de Macau e, mais tarde, Ministro Plenipotenciário na China, no Sião e no Japão.
Foi eleito Deputado em várias Legislaturas e Par do Reino pela Guarda, e Vogal do Supremo Tribunal Militar.
O Governo Francês condecorou-o como Comendador da Ordem Nacional da Legião de Honra por serviços prestados à França quando Governador de Macau.
Possuía a Medalha das Campanhas da Liberdade e a Medalha de Ouro de Bons Serviços. Foi Comendador da Real Ordem Militar de Nossa Senhora da Conceição de Vila Viçosa e Oficial e Comendador da Real Ordem Militar de São Bento de Avis.
Foi pai de Artur Eugénio Lobo de Ávila.